# Wolodymyr Jermolenko

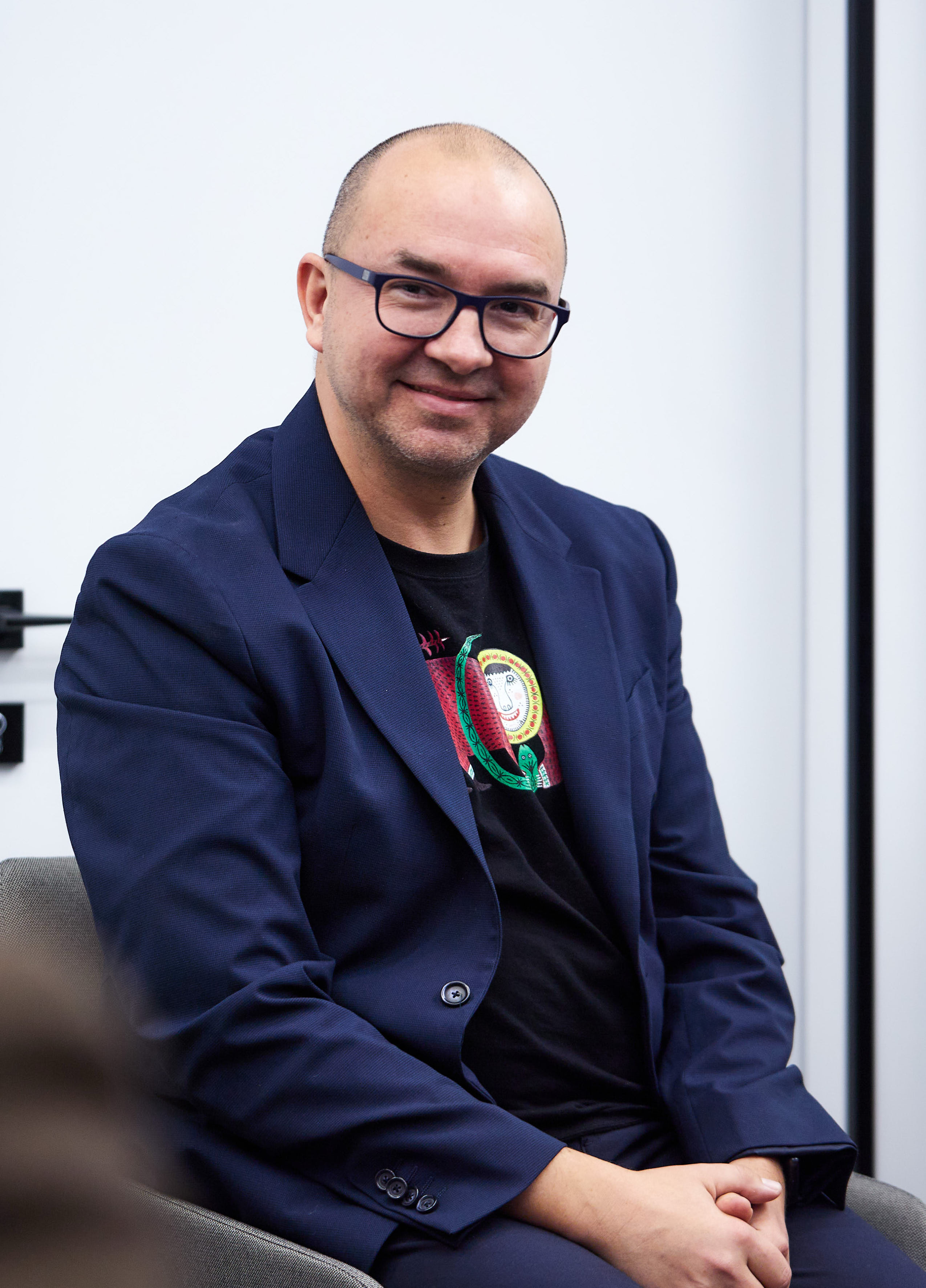
Wolodymyr Jermolenko (2023)

Wolodymyr Anatolijowytsch Jermolenko (ukrainisch Володимир Анатолійович Єрмоленко; wiss. Transliteration Volodymyr Antalolijovyč Jermolenko; * 18. März 1980 in Kiew) ist ein ukrainischer Philosoph und Essayist.

## Leben
Wolodymyr Jermolenko wurde 1980 als Sohn des Philosophen Anatolij und seiner Frau Tat’jana Schyryk in Kiew geboren. Er studierte an der Nationalen Universität Kiew-Mohyla-Akademie, beendete hier 2002 anschließend 2003 in Budapest an der Central European University seine Studien. Hier lernte er unter anderen den Politikwissenschaftler Ivan Krastev kennen. 2009 wurde er in Kiew mit seiner philosophischen Dissertation über „Moderne und Antimoderne in der Kultur-Philosophie Walter Benjamins“ promoviert. 2011 promovierte er mit seiner politikwissenschaftliche Dissertation über „Zwei Epochen der konter-revolutionären Philosophie: Das konterrevolutionäre Denken in Frankreich (1789–1830) und in Russland (1905–1939)“ in Paris an der École des Hautes Études en Sciences Sociales (EHESS). Seither unterrichtet er an der Mohyla-Akademie. Gleichzeitig ist er sehr engagierter Experte bei der NGO „Internews Ukraina“, die Projekte und Initiativen der Europäischen Union in der Ukraine begleitet und umsetzt, und reist in dieser Funktion zu Europa-Seminaren regelmäßig durch die Ukraine. Jermolenko ist mit der Kulturwissenschaftlerin Tetjana Oharkova verheiratet, mit der er drei Töchter hat.

## Werk
Jermolenko hat sich vor allem der Auseinandersetzung zwischen Moderne und Antimoderne gewidmet. „Individualität“, „Freiheit“, „Erneuerung“ und „Kritik“ sind seine Themenfelder. Er zählt neben Konstantin Sigov und Iryna Slawinska zu der kleineren Schar der frankophilen Kiewer Geisteswissenschaftler. Nachdem er die Welt und das Werk des Philosophen und Flaneurs Walter Benjamin den Ukrainern vertraut gemacht hatte, begann er vor allem sich den französischen Meisterdenkern in Vergangenheit und Gegenwart sich zu widmen. Seit seiner Pariser Studienzeit ist er mit einigen zeitgenössischen französischen Philosophen und Soziologen befreundet. In Form von Essays bringt er diese und andere wichtige Denker des 20. Jahrhunderts dem intellektuellen ukrainischen Publikum nahe. Spätestens in den Zeiten des Euromajdans wurde er auch als Blogger auf facebook weiter bekannt. Seine Aufsätze erscheinen seit 2001 unter anderem in Zeitschriften wie „Krytyka“ und „Korydor“. Interviews und Artikel erschienen in bekannten westeuropäischen Tageszeitungen. Seine Texte wurden ins Russische, Polnische, Tschechische, Französische, Englische, Deutsche und Holländische übersetzt. Sein Essay-Band von 2015 charakterisiert seine vermittelnde hermeneutische Perspektive, „Daleky blis’ky“, „Ferne Nächste“. Die großen Denker werden in biographisch sich näherndem Ansatz in ihren Grundfragen als aktuell dargestellt. 2017 veröffentlichte er seinen ersten Roman „Ozeanfänger – Geschichte des Odysseus“, in dem Odysseus von Ithaka aus erneut seine Rückreise nach Troja vornimmt und sich als ein früher Flaneur erweist. Seit 2019 leitet Jermolenko das Medienprojekt „Ukraine/World“.
Am 10. November 2022 wurde er zu neuen Präsidenten des Ukrainischen PEN-Clubs gewählt.
Seit dem russischen Überfall auf die Ukraine unternimmt Jermolenko zusammen mit seiner Frau und seinen Kollegen regelmäßig Freiwilligen-, Informations- und Kulturreisen in die vom Krieg betroffenen Grenzgebiete.

## Auszeichnungen
- Jurij-Schewelow-Preis des Ukrainischen PEN-Clubs für Плинні ідеології (2018)
- Petro-Mohyla-Preis für Плинні ідеології (2021)

## Bibliographie

### Selbständige Veröffentlichungen
- Модерн та антимодерн у філософії культури Вальтера Беньяміна (Moderne und Antimoderne in der Kultur-Philosophie Walter Benjamins). Diss. Kyjiw, 2008
- Deux époques de la philosophie contre-révolutionnaire: la pensée contre-révolutionnaire en France (1789–1830) et en Russie (1905–1939): une étude comparative. Diss. Paris, 2011
- Оповідач і філософ - Вальтер Беньямін та його час (Erzähler und Philosoph. Walter Benjamin und seine Zeit). Kyjiw, 2011
- Далекі близькі (Ferne Nächste). Wydawnyztwo Staroho Lewa, Lwiw, 2015, ISBN 978-617-679-120-1
- Плинні ідеології. Ідеї та політика в Європі ХІХ-ХХ століть (Überflutende Ideologien. Ideen und Politik im Europa des 19. bis 20. Jahrhunderts). Duch i Litera, Kyjiw, 2018, ISBN 978-966-378-577-6

### Roman
- Ozeanfischer (Ловець океану: Історія Одіссея). L’viv 2017.

### Herausgeberschaft
- Ukraine in histories and stories. Essays by ukrainian intellectuals. Kyjiw, 2019. Die englische und die ukrainische Version können in verschiedenen Versionen über die Seite von UkraineWorld aus dem Netz heruntergeladen werden (das Buch wurde in die Liste der 100 Bücher, die helfen, die Ukraine zu verstehen, aufgenommen[4])

### Aufsätze
- Der Feind ist nicht hier. In: Ganna Gnedkova(Hrsg.): Ukraine mon amour: Stimmen einer freien Nation. Passagen, Wien, 2023, ISBN 978-3-7092-0533-4 S. 137-146 (deutsch)

- Das, was Dich ausmacht. In: Ukraine verstehen, 2022[5] (deutsch)
- Die hingerichtete Renaissance und Stalins Kampf gegen die ukrainische Intelligenzija. In: Ukraine verstehen, 2021[6] (deutsch)
- Russia, Zoopolitics, and information bombs. In: Andrew Wilson (Hrsg.): What does Ukraine think?. London, 2015, ISBN 978-1-910118-33-7 S. 72-79 (englisch)
- Des ours et des hommes. L'Ukraine et la Russie dans la politique mondiale. In: Ukraine. Une terra incognita en Europe. Dossier special dirigé par Galia Ackermann der Zeitschrift „La Règle du Jeu“ 25, 57 (2015), S. 73-86 (französisch)
- Dreams of Europe (Original: Мрії про Европу). In: Krytyka XVII 11-12 (193-194)/2013, S. 10-11 (ukrainisch)

### Ukrainische Übersetzung
Hans Jonas, Pryncyp vidpovidal'nosti (Г. Йонас, Принцип відповідальності. У пошуках етики для технологічної цивілізації = Hans Jonas, Das Prinzip Verantwortung). Kiew 2001 (gemeinsam mit Anatolij Jermolenko)

## Interviews
- Interview von Hannah Beitzer mit Jermolenko, in: SZ 13. Mai 2014
- Putin - ce heopolityčnyj rejder (Путін – це геополітичний рейдер / Putin ist ein geopolitischer Räuber) - Interview mit Iryna Slavins’ka, in pravda.com.ua vom 14. Oktober 2014
- Volodymyr Yermolenko: Ein Denker im Krieg in Philosophie Magazin - Impulse für ein freieres Leben (philomag.de) vom 24. Februar 2023